# Familia real española

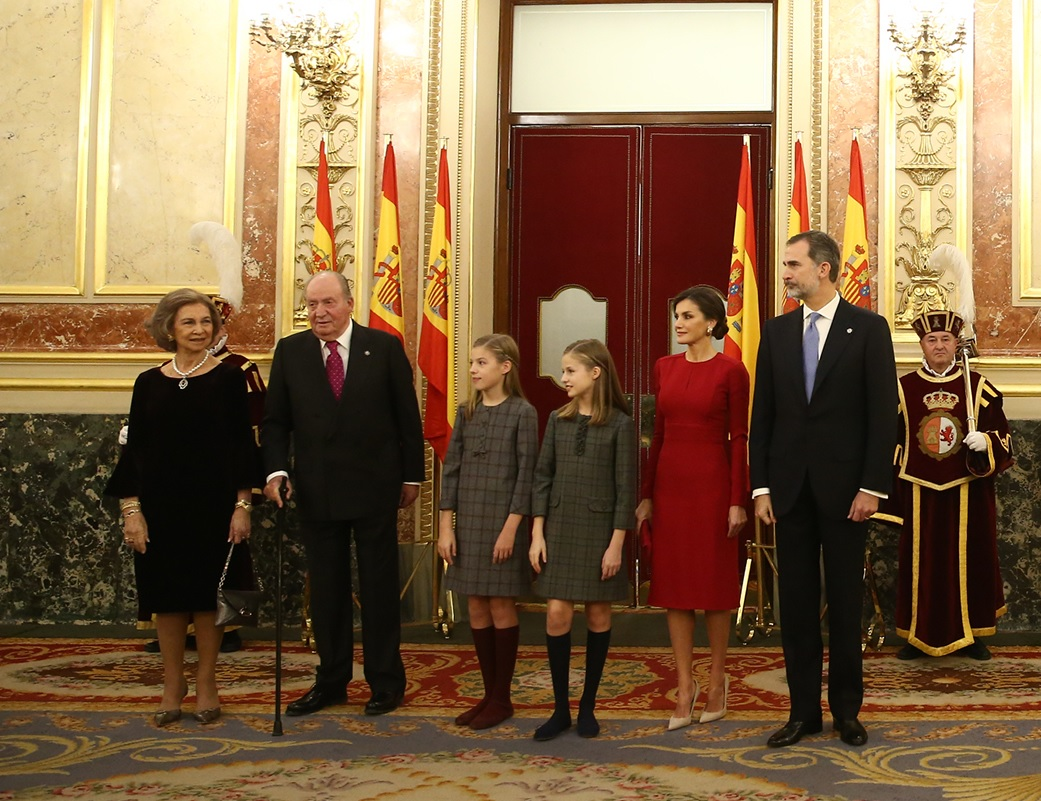
La familia real en 2018. De derecha a izquierda, el rey Felipe VI, la reina Letizia, la princesa Leonor, la infanta Sofía, el rey Juan Carlos I y la reina Sofía.

La familia real española ha estado tradicionalmente formada por la persona titular de la Corona (quien ostenta el título de rey o reina de España según corresponda), su consorte, hijos, nietos descendientes del príncipe o princesa de Asturias y, en su caso, por los padres del monarca.
Tras la abdicación del rey Juan Carlos en 2014, el tamaño de la misma se redujo a seis miembros: el rey Felipe VI, su esposa (la reina consorte Letizia), sus hijas (Leonor, princesa de Asturias y la infanta Sofía) y los padres de este (el rey Juan Carlos y la reina Sofía).

## Sucesión a la Corona de España
En España, no todos los que tienen derecho a la sucesión al trono son miembros de la familia real. De hecho, hay una clara diferencia entre los que conforman la familia real y, por otro lado, la familia del rey. Esta diferencia no altera el derecho legítimo de los sucesores al trono aun cuando no posean título alguno. Actualmente, en esta línea de sucesión, la primera es la princesa de Asturias, Leonor de Borbón y Ortiz, primógenita de Felipe VI y su consorte Letizia. Es seguida por su hermana, la infanta Sofía así como por la infanta Elena, hermana del actual rey.

## Posición constitucional
La Constitución española de 1978 establece en su artículo 57.1:

"La Corona de España es hereditaria en los sucesores de S. M. Don Juan Carlos I de Borbón, legítimo heredero de la dinastía histórica. La sucesión en el trono seguirá el orden regular de primogenitura y representación, siendo preferida siempre la línea anterior a las posteriores; en la misma línea, el grado más próximo al más remoto; en el mismo grado, el varón a la mujer, y en el mismo sexo, la persona de más edad a la de menos."

De este texto se obtiene la línea sucesoria mencionada en el anterior apartado. Además, en siguientes apartados del mismo artículo de la Constitución se especifica que (de manera resumida):
- 57.2: El Príncipe heredero, desde que sea así nombrado y ratificado, tendrá la dignidad de Príncipe de Asturias y los demás títulos vinculados tradicionalmente al sucesor de la Corona de España.
- 57.3: Si se extinguen todas las líneas con derecho a la sucesión, las Cortes Generales decidirán la sucesión según los intereses de España en ese momento.
- 57.4: Si alguien en la línea sucesoria (y con pleno derecho a todo lo que ello implica) contrajere matrimonio contra la expresa prohibición del Rey y las Cortes Generales, esa persona quedará excluida de la línea sucesoria.
- 57.5: Las abdicaciones y renuncias y cualquier duda de hecho o de derecho que ocurra en el orden de sucesión a la Corona se resolverán por una ley orgánica.

## Posición civil
El Real Decreto 2917/1981 (27 de noviembre) establece el Registro Civil de la Familia Real en donde se inscribirán los nacimientos, matrimonios y defunciones, así como cualquier otro hecho o acto inscribible con arreglo a la legislación sobre Registro Civil que afecte al rey de España, su consorte, sus ascendentes de primer grado, sus descendientes y a la princesa heredera de la Corona. Este registro se encuentra a cargo del Ministro de Justicia en exclusividad.

## Posición judicial
En asuntos judiciales (tanto civiles como penales), el rey está constitucionalmente revestido de inviolabilidad e inmunidad ante la ley por el ejercicio de sus funciones como jefe del Estado, según lo establece el apartado 3 del artículo 56 de la constitución española: "La persona del Rey es inviolable y no está sujeta a responsabilidad".
La reina consorte o el consorte de la reina, el príncipe o princesa de Asturias y su consorte, así como el rey o reina que hubiera abdicado y su consorte, gozan de aforamiento civil y penal. Ello que significa que solo pueden ser juzgados por el Tribunal Supremo, tal como lo establece el la sección IV del preámbulo de la Ley Orgánica 4/2014, de 11 de julio (la cual añade el artículo 55.bis a la Ley Orgánica 6/1985 del 1 de julio del Poder Judicial):

Además de las competencias atribuidas a las Salas de lo Civil y de lo Penal del Tribunal Supremo en los artículos 56 y 57, dichas Salas conocerán de la tramitación y enjuiciamiento de las acciones civiles y penales, respectivamente, dirigidas contra la Reina consorte o el consorte de la Reina, la Princesa o Príncipe de Asturias y su consorte, así como contra el Rey o Reina que hubiere abdicado y su consorte.

## Miembros de la familia real y familia del rey

### Familia real
La composición actual de la familia real española, desde el 19 de junio de 2014, es la siguiente:
| Miembro                                | Perfil | Edad    |
| -------------------------------------- | --- | ------- |
| Su majestad el rey                     | Rey de España. Proclamado ante las Cortes Generales tras la abdicación de su padre, don Juan Carlos I el 19 de junio de 2014. Es jefe de Estado y mando supremo de las Fuerzas Armadas.                                                                          | 57 años |
| Su majestad la reina                   | Reina consorte de España. Periodista de profesión, realizó su carrera laboral en periódicos y cadenas de televisión, hasta convertirse por matrimonio en princesa de Asturias y luego en reina consorte (la primera de origen plebeyo en la historia de España). | 52 años |
| Su alteza real la princesa de Asturias | Primera en la línea sucesoria, heredera de la Corona. Además de ser princesa de Asturias, cuenta con otros títulos vinculados al heredero de la Corona, como lo son princesa de Viana y princesa de Gerona, entre otros.                                         | 19 años |
| Su alteza real la infanta Sofía        | Infanta de España. Segunda en la línea de sucesión al trono de España. | 18 años |
| Su majestad el rey Juan Carlos         | Padre del rey; mantiene el título de rey y el tratamiento de majestad. Abdicó la Corona después de un reinado de 38 años y 209 días. | 87 años |
| Su majestad la reina Sofía             | Madre del rey; mantiene el título de reina y el tratamiento de majestad. Fue reina consorte hasta la abdicación de su esposo Juan Carlos I. Nació princesa de Grecia y Dinamarca, y renunció a sus títulos familiares al casarse con su esposo.                  | 86 años |

### Familia del rey
Composición de la familia del rey descendiente de don Juan, conde de Barcelona:
- Elena de Borbón y Grecia, infanta de España y duquesa de Lugo (n. 1963) (hermana mayor del rey).
  - Felipe de Marichalar y Borbón, grande de España (n. 1998).
  - Victoria de Marichalar y Borbón, grande de España (n. 2000).
- Cristina de Borbón y Grecia, infanta de España (n. 1965) (hermana mayor del rey).
  - Juan Urdangarin y Borbón, grande de España (n. 1999).
  - Pablo Urdangarin y Borbón, grande de España (n. 2000).
  - Miguel Urdangarin y Borbón, grande de España (n. 2002).
  - Irene Urdangarin y Borbón, grande de España (n. 2005).
- Pilar de Borbón, infanta de España y duquesa de Badajoz († 1936-2020) (tía del rey) y Luis Gómez-Acebo (su esposo) († 1934-1991).
  - Simoneta Gómez-Acebo y Borbón, grande de España (n. 1968).
    - Luis Fernández-Sastrón Gómez-Acebo (n. 1991).
    - Pablo Fernández-Sastrón Gómez-Acebo (n. 1995).
    - María Fernández-Sastrón Gómez-Acebo (n. 2000).

  - Juan Gómez-Acebo y Borbón, iii vizconde de la Torre, grande de España († 1969-2024).
    - Nicolás Gómez-Acebo y Carney (n. 2013).

  - Bruno Gómez-Acebo y Borbón, grande de España (n. 1971).
    - Guillermo Gómez-Acebo y Cano (n. 2005).
    - Álvaro Gómez-Acebo y Cano (n. 2011).

  - Luis Gómez-Acebo y Borbón, grande de España (n. 1973).
    - Luis Gómez-Acebo y Ponte (n. 2005).
    - Laura Gómez-Acebo y Ponte (n. 2006).
    - Juan Gómez-Acebo y Pascual (n. 2016).

  - Fernando Gómez-Acebo y Borbón, grande de España († 1974-2024).
    - Nicolás Gómez-Acebo y Halamandari (n. 2016).
- Margarita de Borbón, infanta de España y duquesa de Soria (n. 1939) (tía del rey) y Carlos Zurita, duque consorte de Soria (n. 1943) (su esposo).
  - Alfonso Zurita y Borbón, grande de España (n. 1973).
  - María Zurita y Borbón, grande de España (n. 1975). Madre soltera.
    - Carlos Zurita y Borbón (n. 2018).

También sobrevive Ana de Orleans (n. 1938), princesa de Francia, duquesa viuda de Calabria, viuda del infante Carlos († 1938-2015), primo hermano del rey Juan Carlos.

## Descripción de la familia real según la Constitución y las leyes

### El titular de la Corona
El titular de la Corona es la persona que ocupa el trono por derecho propio, en virtud de la aplicación de las reglas sucesorias fijadas por la Constitución y asume las funciones de jefe del Estado. Se denomina rey o reina de España y recibe el tratamiento de majestad. 
Artículo 56.2 de la Constitución española:

Su título es el de Rey de España y podrá utilizar los demás que correspondan a la Corona.

Cuando la Corona pertenece a una mujer, se suele aludir a ella como «reina constitucional» o «reina titular», a fin de marcar la diferencia con la «reina consorte». En cualquiera de los dos casos, el titular de la Corona es aludido por su nombre, al que se antepone el tratamiento de «majestad» y la denominación de «rey» o «reina de España», y que va seguido del ordinal correspondiente según la lista de los reyes de España, que continúa la de los reyes de Castilla.

### La reina consorte o el consorte de la reina
Artículo 58 de la Constitución española:

La Reina consorte o el consorte de la Reina no podrán asumir funciones constitucionales salvo lo dispuesto para la regencia.

Cuando el titular de la corona es un varón, su consorte se denomina reina y recibe el tratamiento de majestad, mientras lo sea o permanezca viuda.
Artículo 1.2 del Real Decreto 1368/1987, de 6 de noviembre, sobre régimen de títulos, tratamientos y honores de la Familia Real y de los Regentes:

La consorte del Rey de España, mientras lo sea o permanezca viuda, recibirá la denominación de Reina y el tratamiento de Majestad, así como los honores correspondientes a su dignidad que se establezcan en el ordenamiento jurídico.

Cuando el titular de la corona es una mujer, su consorte se denomina «príncipe» y recibe el tratamiento de «alteza real». No existe ningún impedimento constitucional para que una futura reina de España reforme el real decreto y eleve a su esposo a la dignidad de «rey consorte», con tratamiento de «majestad» al existir ya antecedentes históricos.
Artículo 1.3 del Real Decreto 1368/1987, de 6 de noviembre, sobre régimen de títulos, tratamientos y honores de la familia real y de los regentes:

Al consorte de la Reina de España, mientras lo sea o permanezca viudo, corresponderá la dignidad de Príncipe. Recibirá el tratamiento de Alteza Real y los honores correspondientes a su dignidad que se establezcan en el ordenamiento jurídico.

### El heredero de la Corona
Artículo 57.2 de la Constitución española:

El príncipe heredero, desde su nacimiento o desde que ocurra el hecho que origine el llamamiento, tendrá la dignidad de príncipe de Asturias y los demás títulos vinculados tradicionalmente con el sucesor de la Corona de España».
Constitución Española de 1978, artículo 57.2

La persona llamada directamente a la sucesión en el trono en caso de fallecimiento o abdicación del titular de la Corona, es decir, la persona que se convertiría automáticamente en rey o reina de España en caso de que el actual rey o reina falleciese o abdicase, ostenta la dignidad de príncipe o princesa de Asturias y recibe el tratamiento de alteza real.
La dignidad de príncipe o princesa de Asturias y el tratamiento de alteza real corresponden al heredero de la Corona desde el mismo momento en que se produzca su posicionamiento en el primer lugar del orden de sucesión en el trono, bien por su nacimiento (como sería el caso del primer hijo del rey) o bien por pasar posteriormente a ocupar dicho lugar (como sería el caso de que el príncipe de Asturias falleciese sin descendencia pero el rey tuviese otros hijos o hijas).
El consorte del príncipe o princesa de Asturias participa del mismo título y tratamiento, en este caso sin distinción de sexos.

### Los demás hijos del rey o la reina
Artículo 3.1 del Real Decreto 1368/1987, de 6 de noviembre, sobre el régimen de títulos, tratamientos y honores de la familia real y de los regentes:

Los hijos del Rey que no tengan la condición de príncipe o princesa de Asturias, así como los hijos e hijas de este príncipe o princesa, son desde su nacimiento Infantes de España y reciben el tratamiento de Alteza Real.

A diferencia de otras monarquías europeas en España solo el heredero de la corona es llamado príncipe o princesa, los demás hijos del rey son llamados infantes o infantas de España por tradición histórica pero tratados como príncipes al recibir tratamiento de alteza real.

### Los nietos del rey o la reina
Artículo 4 del Real Decreto 1368/1987, de 6 de noviembre, sobre el régimen de títulos, tratamientos y honores de la familia real y de los regentes:

Los hijos de los Infantes de España tienen la consideración de Grandes de España, sin que ello dé origen a otro tratamiento especial distinto del de Excelencia.

### Del padre y la madre del rey
Ante la excepcionalidad de que el padre del rey Felipe VI aún vive y con el fin de otorgar un tratamiento singular al rey que voluntariamente puso fin a su reinado al abdicar y a su reina consorte se aprobó en Consejo de Ministros que el rey Juan Carlos y la reina Sofía conservaran sus títulos de rey y reina honoríficamente.
Disposición transitoria cuarta del Real Decreto 1368/1987, de 6 de noviembre, (modificado el 13 de junio de 2014): sobre el régimen de títulos, tratamientos y honores de la familia real y de los regentes:

Don Juan Carlos de Borbón, padre del Rey Don Felipe VI, continuará vitaliciamente en el uso con carácter honorífico del título de Rey, con tratamiento de Majestad y honores análogos a los establecidos para el Heredero de la Corona, Príncipe o Princesa de Asturias, en el Real Decreto 684/2010, de 20 de mayo, por el que se aprueba el Reglamento de Honores Militares.

Doña Sofía de Grecia, madre del Rey Don Felipe VI, continuará vitaliciamente en el uso con carácter honorífico del título de Reina, con tratamiento de Majestad y honores análogos a los establecidos para la Princesa o el Príncipe de Asturias consortes en dicho Real Decreto.

Para diferenciarlo del actual rey titular la prensa española e internacional le refiere como el rey emérito.

### De los matrimonios
Artículo 57.4 de la Constitución española:

Aquellas personas que teniendo derecho a la sucesión en el trono contrajeren matrimonio contra la expresa prohibición del rey y de las Cortes Generales, quedarán excluidas en la sucesión a la Corona por sí y sus descendientes.

Por tanto el matrimonio de los hijos del rey se convierte en un asunto de Estado, pues deben contar no solo con la aprobación del monarca español, sino también el de las Cortes Generales; de lo contrario pierden los derechos de suceder en el trono.